# Dennis Showalter
Dennis E. Showalter là một Giáo sư Sử học tại Cao đẳng Colorado, ông đặc biệt yêu thích lịch sử quân sự nước Đức. Ông cũng là cựu Chủ tịch của Hiệp hội Lịch sử Quân sự (Mỹ), tại nhiệm từ năm 1997 cho đến năm 2001. Do đó, người ta thường gọi ông là "bậc cao niên" trong nền lịch sử quân sự nước Mỹ. Không những thế, D. E. Showalter còn là một thành viên của Trung tâm Lịch sử Quân sự Barsanti tại Trường Đại học Bắc Texas. Trước đây, ông từng giảng dạy tại Học viện Không quân Hoa Kỳ, Học viện Quân sự Hoa Kỳ, và Trường Đại học Marine Corps. Ông viết nhiều sách về các cuộc chiến tranh của vua Friedrich II Đại Đế nước Phổ, các cuộc chiến tranh thống nhất nước Đức, cùng với Chiến tranh thế giới thứ nhất và thứ hai.

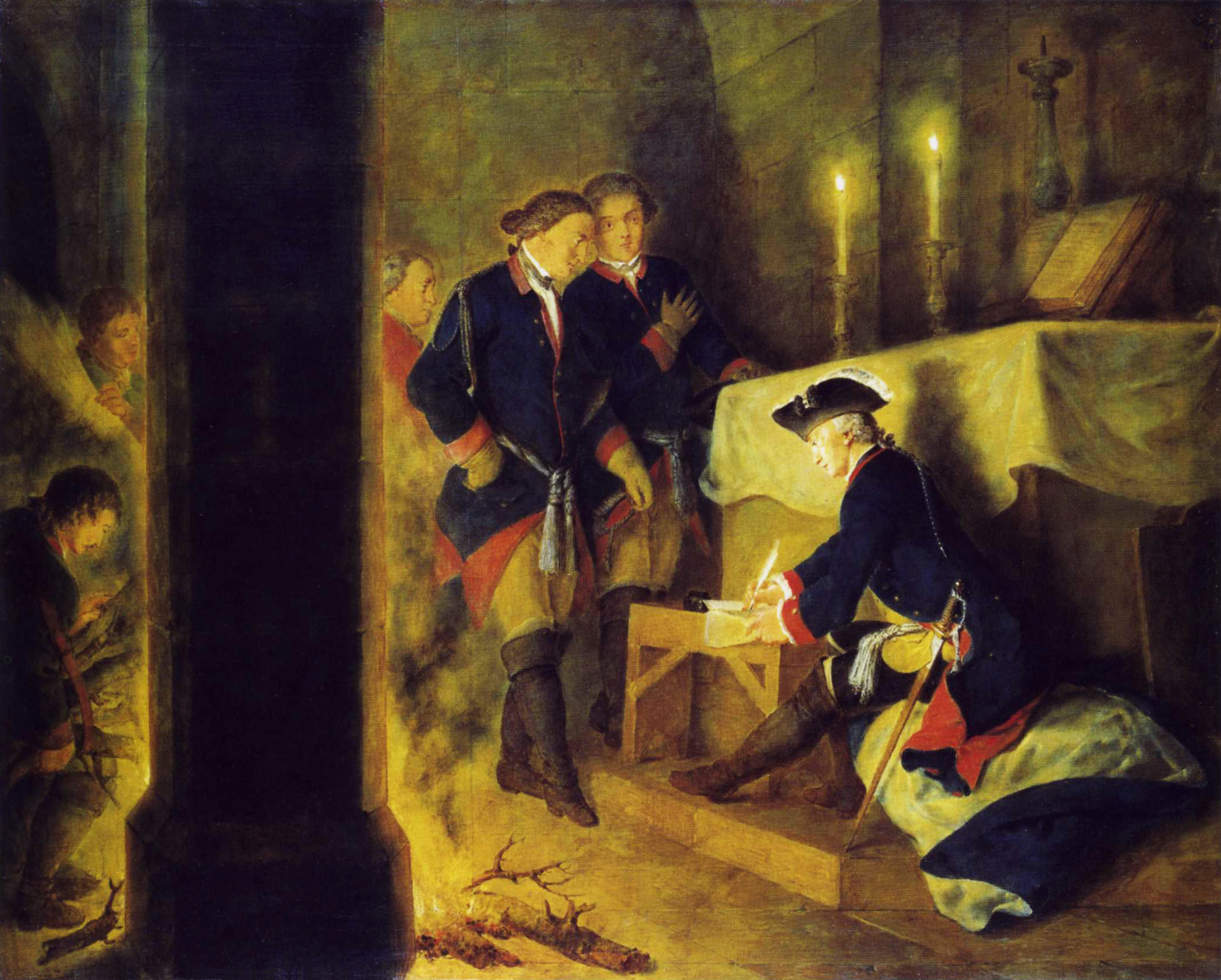
Tác phẩm "The wars of Frederick the Great" nói về những cuộc chinh chiến của vua Friedrich II Đại Đế.

Trong tác phẩm "The Wars of Frederick the Great" (1996) - đóng góp lớn lao của ông đối với nền chiến sử cận - hiện đại, ông kể sinh động về các cuộc chinh phạt của ông vua kiệt xuất Friedrich II Đại Đế (1712 - 1786), và coi những cuộc chinh phạt này là bước ngoặt đối với lịch sử châu Âu thời cận đại. Công trình nghiên cứu "The wars of German unification" (2004) được coi là sự phân tích đầy sức thuyết phục của ông về những cuộc chiến tranh thống nhất nước Đức, với những chiến thắng vang dội của nước Phổ trước Áo, Đan Mạch và Pháp. Tác phẩm "Tannenberg: Clash of Empires" (2004) của ông được xem là một tác phẩm kinh điển, kể về chiến thắng oanh liệt của Quân đội Đế chế Đức trong trận đánh tại Tannenberg (1914) đầu cuộc Chiến tranh thế giới lần thứ nhất. Theo lời bàn của tác giả Holger Herwig, đây là cuốn sách quan trọng nhất về trận chiến ác liệt này.
Một tác phẩm rất được ca ngợi khác của ông là "Patton and Rommel: Men of War in the Twentieth Century" (2006), là cuốn tiểu sử sóng đôi về hai vị danh tướng xuất sắc của cuộc Chiến tranh thế giói lần thứ hai là George S. Patton (Hoa Kỳ) và Erwin Rommel (Đức Quốc xã). Giáo sư Sử học Dennis E. Showalter sinh sống tại Colorado Springs. Sau đó, ông lại làm nên một công trình nghiên cứu sống động, đầy đủ và không có thành kiến về các lực lượng vũ trang Đức Quốc xã của Adolf Hitler ("Hitler's Panzers: the lightning attacks that revolutionized warfare"). Qua tác phẩm này, ông thể hiện cách nhìn đối với những bài học quân sự trong quá khứ, và còn có suy đoán rằng những đặc điểm của xe tăng Con Báo có thể được áp dụng trong xung đột quốc tế về sau. Ông được xem là một nhà sử học quân sự tài năng, là một trong những nhà sử học Mỹ xuất sắc nhất về cuộc Chiến tranh thế giới lần thứ hai. Trong một công trình nghiên cứu khác, The early modern world (2007), nhà sử học quân sự kể về đời sống của những chiến binh trong giai đoạn 1494 - 1789, với đầy đủ chi tiết, tỷ như về những trận đánh khốc liệt như Breitenfeld và Leuthen. Sau đây là danh sách một vài tác phẩm của ông:
- The early modern world (2007)
- Hitler's Panzers: the lightning attacks that revolutionized warfare (2009)
- Patton and Rommel: Men Of War in the 20th Century (2005)
- Hindenburg: Icon of German Militarism (2005)
- The Wars of German Unification (2004)
- Tannenberg: Clash of Empires (2004)
- The Wars of Frederick the Great (1996)

Trong vài công trình nghiên cứu của mình, ông đồng tác giả với nhà sử học quân sự William J. Astore. Không những thế ông cũng viết các bài viết về vài chủ đề quân sự (chẳng hạn như bài 'A Modest Plea for Trumpets and Drums' [Military Affairs, 1979] hay bài viết viết về vị vua - chiến binh Friedrich II Đại Đế trên từ điển "The Reader's Companion to Military History" của các nhà sử học quân sự Anh - Mỹ Geoffrey Parker và Robert Cowley. Ông còn đóng góp cho bộ tiểu luận bán chạy nhất của Robert Cowley - "What If?".